# Musée Jenisch Vevey
 (juillet 2020).
- Si vous ne connaissez pas le sujet, laissez ce bandeau (vous pouvez alors contacter les auteurs).
- Si vous supprimez le contenu mis en cause (vous pouvez préalablement contacter les auteurs),

argumentez précisément cette suppression dans la page de discussion
(un manque de référence n'est pas un argument ; une recherche réelle de référence doit avoir été effectuée, être formellement documentée).
Le Musée Jenisch Vevey est un musée d'art abritant des collections de dessins, de gravures avec le Cabinet cantonal des estampes ainsi que la collection de la fondation Oskar Kokoschka. Il est inauguré le 10 mars 1897 à Vevey en Suisse.

## Histoire

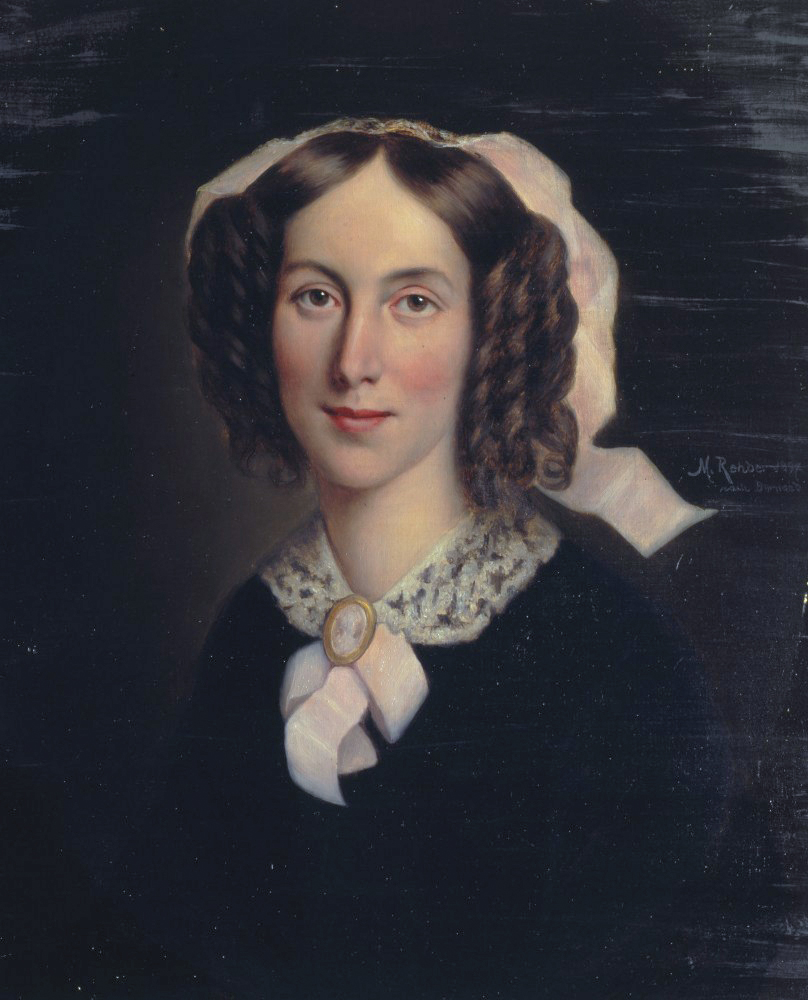
Fanny Henriette Jenisch par Martin Rehder.

La création du musée est due à un legs de deux cent mille francs or de l’époque à la ville de Vevey par Fanny Jenisch (1801-1881), veuve d’un sénateur de Hambourg, qui désire exprimer sa gratitude envers la ville où elle a vécu avec son époux. Elle souhaite l’édification d’un musée des arts et des sciences[réf. souhaitée].
Le bâtiment conçu par les architectes Maillard et Convert dans le style néo-classique est inauguré en mars 1897. Une réplique de la frise du Parthénon orne son fronton, tandis que son hall d’accueil et son escalier central sont pavés de sols en mosaïque, décorés de colonnes et de statues d’après l’antique. Il est doté d’une bibliothèque selon le vœu de la donatrice. Jusqu'aux années 1980, date à laquelle les collections scientifiques seront rattachées aux collections du Musée de zoologie de Lausanne, le musée accueille plusieurs générations de collégiens qui y découvrent les animaux empaillés – notamment une girafe – et viennent y suivre les cours de dessin[réf. souhaitée].
En 1989, le musée accueille dans ses locaux rénovés la Fondation Oskar Kokoschka et le Cabinet cantonal des estampes,.
De 2009 à 2013, le musée est fermé pour travaux de rénovation et agrandissement. La rénovation est effectuée par le cabinet d’architecture lausannois Bakker & Blanc, qui modernise le bâtiment centenaire, tout en mettant en avant son passé. L’objectif de la rénovation est de retrouver l’esthétique du musée d’origine, en restaurant les sols en mosaïque, les teintes des murs du hall, ou encore les fresques du peintre suisse Ernest Biéler dans le hall d’entrée, tout en modernisant les espaces d’exposition.

## Collections
Depuis son inauguration en 1897, le musée est enrichi par les dons de personnes privées. Ainsi la première œuvre est un Port d'Ouchy de François Bocion acquis par souscription. Des tableaux de Gustave Courbet (mort en 1877 à La Tour-de-Peilz) sont offerts au musée par la sœur de l'artiste[réf. souhaitée]. 

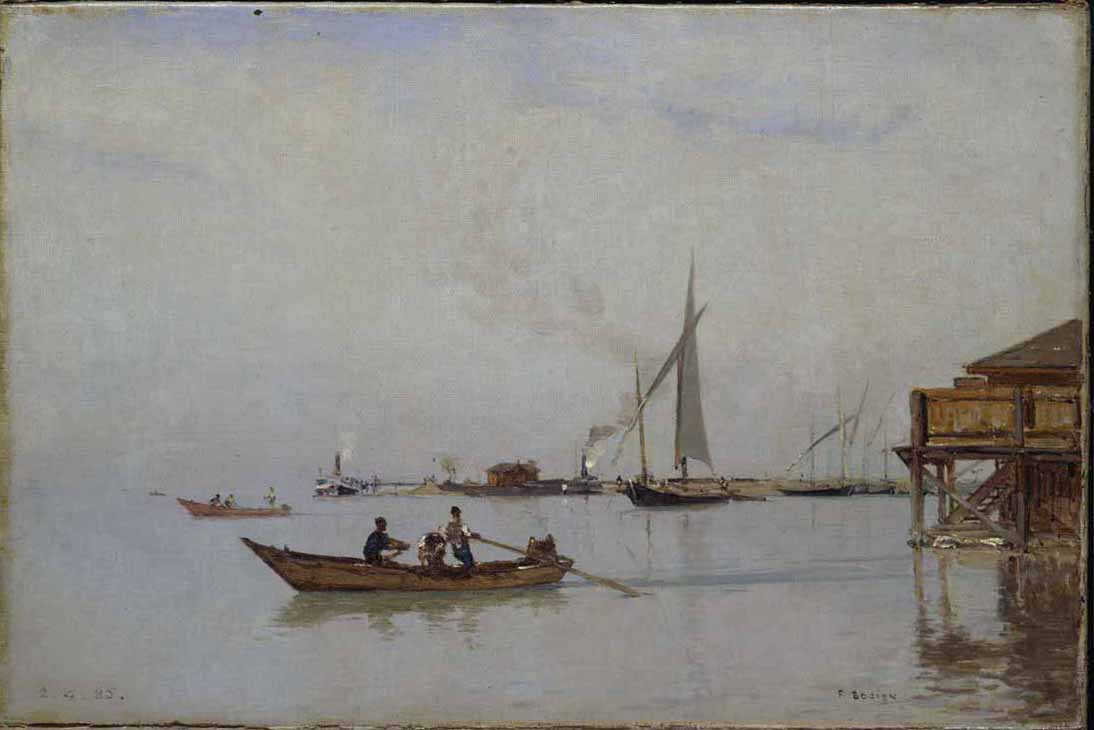
François Bocion, Le Port d'Ouchy, 1885, huile sur toile,, Musée Jenisch Vevey, don par souscription.

Directeur de 1983 à 2004, Bernard Blatter organise en 1988 la transformation du musée, le libère des collections de sciences naturelles et zoologie pour le consacrer dans sa totalité aux beaux-arts. Il accueille la Fondation Oskar Kokoschka (fondée en 1988) et le Cabinet cantonal des estampes (rattaché depuis 1989 à l'institution veveysanne)[réf. souhaitée].
Directeur de 2004 à 2012, Dominique Radrizzani fait la part belle au dessin. Il négocie en outre le dépôt de la Fondation Balthus, constitue un fonds Cobra, favorise les collaborations internationales (Besançon, Orléans, Strasbourg) et ouvre la programmation à l’art contemporain. En 2006, il fait entrer le Musée Jenisch dans la Conférence des musées d'importance nationale et se consacre de 2009 à 2012 à son redimensionnement artistique et architectural[réf. souhaitée].
De mai 2013 à fin 2017, Julie Enckell Julliard, précédemment conservatrice Art moderne et contemporain, dirige le musée. Elle poursuit la mise en valeur des univers de l’estampe et du dessin en prolongeant la réflexion sur la place du papier dans l'art contemporain[réf. souhaitée].
Le Musée Jenisch Vevey a ainsi réuni au fil de son histoire des collections d’œuvres sur papier – estampes et dessins, toutes périodes confondues – qui constituent aujourd’hui plus de 95 % de ses fonds. Ceux-ci se répartissent ainsi : dessins (9 500), estampes (35 000) et peintures (1 300)[réf. nécessaire]. Le Cabinet cantonal des estampes, précédemment intégré au Musée de l'Élysée, s’établit à Vevey, grâce à la Fondation William Cuendet & Atelier de Saint-Prex, du Fonds des estampes du professeur Decker et des collections de l’État de Vaud. Les collections d’estampes de Vevey, de l'Association du musée Alexis Forel, de la Fondation Pierre Aubert et de la Fondation Planque réunissent alors plus de 30 000 pièces[réf. nécessaire]. En 1989, la Fondation Oskar Kokoschka déposait à Vevey ses fonds, dont près de 1 200 estampes et plusieurs centaines de dessins de l’artiste autrichien. En 2007, un collectionneur anonyme laisse à Vevey un ensemble de 400 dessins des XVIIIe siècles français et italien. En 2014 enfin, Rudolf Schindler donne 632 dessins de Ferdinand Hodler au musée. En 2019, la Fondation des Amis du Musée Jenisch a fait don de l’ensemble de sa collection au musée.

## Expositions temporaires (non exhaustif)
- 2020 : Monique Jacot. Transferts et héliogrammes du 6 août au 6 décembre 2020
- 2020 : Palézieux 1919-2012 du 7 février au 26 juillet 2020
- 2019 : Courbet dessinateur du 1er novembre 2019 au 2 février 2020
- 2019 : Oskar Kokoschka. Une Arcadie rêvée du 5 avril au 11 août 2019
- 2018 : Picasso Lever de rideau. l’arène, l’atelier, l’alcôve du 21 juin au 7 octobre 2018
- 2017 : VERTIGE DE LA COULEUR. L'estampe en France à la fin du XIXe siècle du 30 juin au 1er octobre 2017
- 2015 : Claude Mellan (1598-1688). L'écriture de la méthode du 30 octobre 2015 au 7 février 2016
- 2015 : L’Infini du geste. Ferdinand Hodler dans la collection Rudolf Schindler du 25 juin au 4 octobre 2015
- 2015 : Printmaking by ECAL du 27 mars au 31 mai 2015
- 2015 : Fred Deux. Le For intérieur du 20 février au 25 mai 2015[6]
- 2014 : La Passion Dürer du 30 octobre 2014 au 1er février 2015
- 2014 : Francis Alÿs. REEL-UNREEL du 13 septembre au 5 octobre 2014
- 2014 : Markus Raetz. SEE-SAW du 26 juin au 5 octobre 2014
- 2014 : Manon Bellet. L'onde d'une ombre du 21 mars au 1er juin 2014
- 2013 : Pierrette Bloch. L'intervalle du 15 novembre 2013 au 28 février 2014
- 2013 : Lemancolia. Traité artistique du Léman du 20 juin au 13 octobre 2013
- 2013 : 25 ans de la Fondation Oskar Kokoschka. Chefs-d’œuvre de la Fondation Oskar Kokoschka du 6 juin au 17 novembre 2013
- 2013 : Robert Nanteuil. Graveur du roi du 1er mars au 26 mai 2013
- 2013 : Rudy Decelière. Proximité réduite du 14 février au 5 mai 2013
- 2012 : Cécile Reims. N'être qu'un seul et être soi du 8 novembre 2012 au 13 janvier 2013
- 2012 : Ante Timmermans invitation dans le cadre du Festival images du 8 au 30 septembre 2012
- 2012 : La Tentation du dessin du 23 juin au 14 octobre 2012